# La goleta (programa de televisión)
La Goleta fue un programa español de televisión emitido por TVE en el año 1958. Estaba dirigido por Fernando García de la Vega.

## Formato
El escenario del programa simulaba ser un barco, que cada semana atracaba virtualmente en un puerto diferente; en ese punto se desarrollaba un espectáculo de música y humor.
El barco estaba comandado por el actor Manolo Morán, y contaba con la colaboración de los más grandes cómicos españoles del momento, como Miguel Gila, José Luis Ozores, Fernando Sancho o Tony Leblanc.